# Nick Perbix
Nicklaus "Nick" Perbix, född 15 juni 1998, är en amerikansk professionell ishockeyback som spelar för Tampa Bay Lightning i National Hockey League (NHL).
Han har tidigare spelat för Syracuse Crunch i American Hockey League (AHL); St. Cloud State Huskies i National Collegiate Athletic Association (NCAA) samt Omaha Lancers i United States Hockey League (USHL).
Perbix draftades av Tampa Bay Lightning i sjätte rundan i 2017 års draft som 169:e spelare totalt.

## Statistik
| 2013–2014   | Elk River Elks          |             | 23  | 0  | 3  | 3  | 2  | 3 | 0 | 0 | 0 | 0  |
| 2014–2015   | Elk River Elks          |             | 23  | 0  | 3  | 3  | 0  | 3 | 0 | 2 | 2 | 0  |
| 2015–2016   | Elk River Elks          |             | 25  | 5  | 17 | 22 | 10 | 2 | 1 | 3 | 4 | 2  |
| 2016–2017   | Elk River Elks          |             | 25  | 10 | 30 | 40 | 6  | 2 | 2 | 5 | 7 | 0  |
|             | Team Northwest          |             | 21  | 3  | 10 | 13 | 6  | 3 | 0 | 2 | 2 | 4  |
| 2017–2018   | Omaha Lancers           | USHL        | 56  | 4  | 25 | 29 | 38 | 4 | 0 | 2 | 2 | 14 |
| 2018–2019   | St. Cloud State Huskies | NCAA        | 39  | 5  | 15 | 20 | 16 | — | — | — | — | —  |
| 2019–2020   | St. Cloud State Huskies | NCAA        | 34  | 4  | 11 | 15 | 25 | — | — | — | — | —  |
| 2020–2021   | St. Cloud State Huskies | NCAA        | 31  | 7  | 16 | 23 | 16 | — | — | — | — | —  |
| 2021–2022   | St. Cloud State Huskies | NCAA        | 31  | 6  | 25 | 31 | 14 | — | — | — | — | —  |
|             | Syracuse Crunch         | AHL         | 12  | 2  | 6  | 8  | 2  | 5 | 0 | 1 | 1 | 0  |
| 2022–2023   | Tampa Bay Lightning     | NHL         | 69  | 5  | 15 | 20 | 22 | 6 | 0 | 3 | 3 | 0  |
|             | Syracuse Crunch         | AHL         | 2   | 0  | 0  | 0  | 0  | — | — | — | — | —  |
| NHL totalt  | NHL totalt              | NHL totalt  | 69  | 5  | 15 | 20 | 22 | 6 | 0 | 3 | 3 | 0  |
| AHL totalt  | AHL totalt              | AHL totalt  | 14  | 2  | 6  | 8  | 2  | 5 | 0 | 1 | 1 | 0  |
| NCAA totalt | NCAA totalt             | NCAA totalt | 135 | 22 | 67 | 89 | 71 | — | — | — | — | —  |

### Internationellt
| Källa: Uppdaterad: 2023-06-01 | Källa: Uppdaterad: 2023-06-01 | Källa: Uppdaterad: 2023-06-01 |         | Utv = Utvisningsminuter | Utv = Utvisningsminuter | Utv = Utvisningsminuter | Utv = Utvisningsminuter | Utv = Utvisningsminuter |
| År                            | Lag                           | Mästerskap                    | Matcher | Mål                     | Assists                 | Poäng                   | Utv                     |                         |
| ----------------------------- | ----------------------------- | ----------------------------- | ------- | ----------------------- | ----------------------- | ----------------------- | ----------------------- | ----------------------- |
| 2022                          | USA                           | OS                            | 4       | 0                       | 1                       | 1                       | 0                       |                         |
| 2023                          | USA                           | VM                            | 10      | 2                       | 2                       | 4                       | 2                       |                         |
| Senior totalt                 | Senior totalt                 | Senior totalt                 | 14      | 2                       | 3                       | 5                       | 2                       |                         |